# Floris I Holenderski
Floris I (ur. ok. 1020, zm. 28 czerwca 1061) – szósty hrabia Holandii z rodu Gerolfingów. Syn Dirka III oraz Othelindis z Nordmark.
Rozpoczął rządy po swoim bracie Dirku IV w 1049, mając ok. 29 lat. Jak poprzedni hrabiowie Holandii był lennikiem cesarza.
Kontynuował też trwającą wojnę z biskupem Utrechtu oraz nadreńskimi możnowładcami. Zginął w walce z margrabią Ekbertem I miśnieńskim w bitwie pod Zaltbommel (Hamerth). Po tym czasie długie walki o panowanie nad ujściem Renu i Mozy oraz kluczem Dordrecht przygasły z korzyścią dla hrabstwa Holandii.
Ożenił się z Gertrudą Saską ok. 1050 - córką Bernarda II saskiego.
Floris I doczekał się kilkorga dzieci:
- Dirka V
- Berty
- Adeli - żony Balduina I
- Florisa - kanonika w Liège.
- Alberta - kanonika
- Piotra - kanonika

Po śmierci męża Gertruda wyszła za Roberta fryzyjskiego, który sprawował opiekę nad jej dziećmi i pełnił funkcję regenta.